# Psychic TV
Psychic TV, aussi appelé Psychick TV ou PTV, est un groupe britannique de musique industrielle, originaire de Londres, en Angleterre, actif entre 1981 et 2020. Il est formé par Genesis P-Orridge, Peter « Sleazy » Christopherson (tous deux anciens membres de Throbbing Gristle) et Alex Fergusson, ex-Alternative TV.

## Histoire

### Périodes Fergusson et Thrasher (1981-1999)
Psychic TV est formé par Genesis Breyer P-Orridge et Alex Fergusson d'Alternative TV en 1981. Le mot « TV » fait référence à la fois à Alternative TV et à l'esthétique visuelle du groupe (avec un logo ressemblant à une image As Seen on TV). Le premier morceau du groupe Just Drifting, composé par Fergusson sur un poème de GP-O, est une ballade pop, bien loin des expérimentations électroniques et bruitistes de Throbbing Gristle (TG). Leur premier album chez WEA s'appelle Force the Hand of Chance. L'expression « musique industrielle » pour qualifier le genre joué par Throbbing Gristle, est trouvée par Monte Cazazza. Psychic TV connait départs et arrivées de membres, et de nombreuses mutations.
Les concerts, comme ceux donnés au célèbre festival Atonal de Berlin, continuent à comporter des éléments bruitistes improvisés jusqu'à ce que Peter Christopherson quitte le groupe et que Fergusson fasse appel à de nouveaux musiciens. En 1986, Psychic TV entame une série de 23 concerts enregistrés et publiés, chacun dans un pays différent, le 23 de chaque mois pendant 23 mois ;  bien que la série soit interrompue après 17 albums, elle vaut au groupe une entrée dans le Livre Guinness des records. Vers la fin de cette période, Fergusson/P-Orridge achèvent leur troisième véritable album studio, Allegory and Self (1988), bien qu'il ait été enregistré en 1986. C'est à ce moment-là que P-Orridge s'intéresse aux mouvements naissants de l'acid house et de la techno. Alex Fergusson quitte le groupe début 1987, en raison d'un mauvais management. Il est remplacé par l'artiste de techno Fred Giannelli.
En 1992, une vidéo apparemment créée par Psychic TV est présentée à tort comme une preuve d'abus rituels sataniques dans une édition de l'émission Dispatches de Channel 4 TV.

### Retour et séparation (2003–2020)

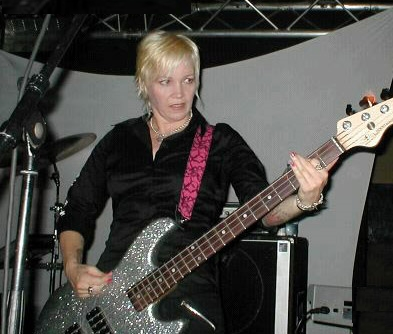
Alice Genese.

Encouragé par le batteur Edley ODowd de Toilet Böys, Genesis reforme Psychic TV avec un tout nouveau line-up, revenant sur scène en 2003 avec un concert à New York sous le nom de PTV3, avec un line-up comprenant Edley ODowd, Alice Genese (basse), Douglas Rushkoff (claviers) et Lady Jaye Breyer P-Orridge (sampler). Le concert comprend des projections vidéo de Sam Zimmerman (Crash Worship). En septembre 2004, une longue tournée en Europe (couvrant seize pays) et en Amérique du Nord est lancée. En 2005, le groupe retourne en studio pour enregistrer son premier album depuis plus de dix ans (P-Orridge a également passé l'année 2005 à travailler avec Throbbing Gristle sur leur premier album depuis plus de vingt-cinq ans). En outre, quelques dates supplémentaires sont données en Europe tout au long de l'année.
En février 2007, le magazine Side-Line annonce que le label Fee Lee sort un album live de Psychic TV, Live in Russia. La même année, Psychic TV joue au festival ZXZW.
Lady Jaye décède subitement le 9 octobre 2007 à son domicile de Brooklyn, à New York, d'un problème cardiaque non diagnostiqué auparavant, que l'on pense lié à son combat de longue haleine contre le cancer de l'estomac. Lady Jaye s'est effondrée et est morte dans les bras de Genesis, comme le décrit le film The Ballad of Genesis and Lady Jaye de Marie Losier, sorti en 2011.
PTV3 sort le CD-DVD Mr. Alien Brain vs. The Skinwalkers en décembre 2008, le premier album studio depuis le décès de l'autre moitié de Genesis, Jaye Breyer (mieux connue sous le nom de Lady Jaye). Les deux artistes s'étaient auparavant lancés dans une quête de « pandrogynie » pendant des années, subissant de douloureuses opérations de chirurgie plastique pour devenir des êtres humains sans genre qui se ressemblent.
Le leader du groupe, Genesis P-Orridge, est diagnostiqué d'une leucémie myélomonocytaire chronique en octobre 2017, et décède à New York le 14 mars 2020, à l'âge de 70 ans,,. Le groupe se sépare à la suite du décès de Genesis P-Orridge.

## Membres
- Genesis P-Orridge
- Paula P-Orridge (aka. Mistress Mix, aka Alaura)
- Caresse P-Orridge
- Genesse P-Orridge
- Alex Fergusson
- Peter « Sleazy » Christopherson (membre de Coil)
- John Balance (membre de Coil)
- Jaye Breyer P-Orridge
- Matthew Best
- Monte Cazazza
- Fred Giannelli

## Discographie

### Albums studio
- 1990 : Thee City Ov Tokyo / Thee City Ov New York - Réédition des albums vinyles Live in Tokyo et N.Y. Scum
- 1990 : Live At The Berlin Wall Part Two - 2e partie du Thee Berlin Wall enregistré live sur DAT par John Wiser le 6 avril 1989 - Extrait du Live 23
- 1990 : Live At The Berlin Wall Part One - 1re partie du Thee Berlin Wall enregistré live sur DAT par John Wiser le 6 avril 1989 - Extrait du Live 23
- 1990 : Beyond Thee Infinite Beat - Ce CD réédité par Wax Trax contient un titre bonus Money for E... - Existe en double 12" et en LP
- 1990 : Towards Thee Infinite Beat - Réédition Wax Trax - Existe en LP
- 1990 : Jack The Tab / Tekno Acid Beat - Double CD compilation des albums Jack the Tab et Tekno Acid Beat + titres bonus - Existe aussi en LP
- 1990 : High Jack / Politics of Ecstacy - Compilation de titres sortis sur des 12" - Existe aussi en LP - Les titres sont repris sur Jack The Tab / Tekno Acid Beat
- 1990 : At Stockholm - Avec White Stains - Réédité en 1995
- 1991 : City Ov London / City Ov Glasgow - Réédition de morceaux de Live in Heaven et Live in Glasgow
- 1991 : Ultrahouse Twelve Inch Mixes - Remix de Ultrahouse - Existe aussi en 12"
- 1991 : Direction ov Travel – En collaboration avec le percussionniste Z’Ev. Ce CD est ressorti en 2002, avec une nouvelle pochette, dans une édition très limitée
- 1992 : Cold Dark Matter - Réédition d'un 12" bonus sorti avec les 5000 premières copies de Force the hand of chance en 1982 - Réédité aussi en 1995 sous le nom Theme
- 1993 : Splinter Test D – Réédition avec pochette différente d'un CD également réédité en 1993 Mouth of the Night, lui-même basé sur un album de 1985
- 1993 : Kondole / Dead Cat – Réédition avec pochette différente et remix d'un album paru sous forme CD et LP en 1989
- 1993 : Rare And Alive – Avec des extraits de Throbbing Gristle et la participation de Z'Ev.
- 1993 : Mouth of the Night – Réédition avec pochette différente d'un CD + LP de 1985
- 1993 : Stained By Dead Horses – Musiques de films de Derek Jarman et Genesis P-Orridge, sous le nom Splinter Test
- 1993 : Sugarmorphoses – Bandes son de 1985
- 1993 : Tarot Ov Abomination – Bande originale du film, The Wanderer par David Lewis et Andy Crabb en 1990 + morceau avec White Stains + remix des premières 24 minutes de At Stockholm
- 1993 : Elipse ov Flowers – Bandes originales de films de Derek Jarman
- 1993 : Live in Paris 8-6-86 – Enregistrement live du concert à l'Élysée Montmartre - sur le label Sordide Sentimental - Réédition de l'album Live in Paris avec les deux coupures de courant[12]
- 1993 : Peak Hour – Enregistré à Londres, San Francisco et au Népal en mars et juin 1993
- 1994 : Temporary Temple and Atonal – Nouvelle sortie des albums Temporary Temple et Berlin Atonal vol. 1
- 1994 : Mein*Goett*In*Gen – Enregistré live à Gottingen en 1984 et au Berlin Atonal Festival en 1983
- 1994 : Tribal (Drum Club Remixes) – Remix des morceaux de l'album Peak Hour par le Drum Club - existe aussi en 12"
- 1994 : AL-OR-AL – sorti le 28.06.1994 En collaboration avec XKP (Experimental Knowledge Project)
- 1994 : Electric Newspaper Issue I – Psychic TV, Genesis P-Orridge, Larry Trasher et Transmedia Foundation
- 1994 : Hex Sex - The Singles Part I – sorti le 01.02.1994 Best of des singles
- 1994 : A Hollow Cost - Spoken words, repris en 1995, puis en 2004 sous le nom THEE MAJESTY, avec Larry Thrasher
- 1994 : Breathe
- 1994 : Ultradrug – Remix des morceaux de l'album Ultrahouse
- 1994 : Pagan Day – sorti le 26.04.1994'(Première version CD de l'album sorti en 1984 comme Picture-disc et en 1986)
- 1994 : Allegory and Self – sorti le 12.08.1994 (Réédition de l'album de 1988 - A aussi existé en Picture Disc)
- 1994 : Force Thee Hands Ov Chants – Réédition non officielle de Force the hand of chance par Tempus sous la forme d'un double CD - Second CD est un enregistrement public Blinded Eye in the Pyramid
- 1995 : Alaura: Sacred Dreams– Album solo d'Alaura (Paula P-Orridge)
- 1995 : Thee Angels ov Light meet Thee Angry Love Orchestra: Psychick Youth Rally  – Enregistré le 23 avril 1988, dans un entrepôt squatté, à l'occasion d'un Psychick Youth Rally illégal - Remixé avec des sons enregistrés exactement 7 ans plus tard au même endroit par Dave Kirby de Satori et Justin Mitchell
- 1995 : Cathedral Engine – Remix ambient de Hollow Cost, avec G.P-O et Larry Trasher
- 1995 : Electric Newspaper Issue II – Psychic TV, Genesis P-Orridge, Larry Trasher et Transmedia Foundation
- 1995 : Godstar - The Singles Part II
- 1995 : Sirens – Suite de Ultradrug, remix tribaux par Andrew Weatherall
- 1995 : A Hollow Cost - Première réédition d'un album de 1994, repris en 2004 sous le nom THEE MAJESTY, avec Larry Thrasher
- 1995 : At Stockholm - Réédition d'un album de 1990, avec White Stains
- 1995 : Themes - Édition limitée de 1000 copies sortie en juillet 1995 Réédition d'un 12" bonus sorti avec les 5000 premières copies de Force the hand of chance en 1982, puis sous le titre Cold Dark Matter en 1992
- 1995 : Electric Newspaper Issue III – contient une interview de Brion Gysin par Genesis P-Orridge
- 1995 : Force The Hand Of Chance - Réédition d'un album de 1982 avec des titres bonus - Cleopatra Records Album réédité au Japon sous la forme d'un double CD avec Themes[13]
- 1995 : Thee Fractured Garden - (sous le nom de groupe Splinter Test, réédité en 2004)
- 1996 : Spatial Memory – Enregistré en Californie en 1995. Avec Genesis P-Orridge, Larry Trasher, William Breeze, Billy Goodrum, Michael Campagna
- 1996 : Cold Blue Torch – Remix de morceaux de PTV sortis sur « Trip Reset » par Leatherstrip, Download, Pigface, etc.
- 1996 : Trip Reset – Sous le nom PTV USA 96 [14]
- 1997 : Themes 2 : A Prayer for Derek Jarman – Réédition de l’album de 1984 + 2 pistes bonus
- 1997 : Electric Newspaper Issue IV The Human Voice – Expérimentations vocales sous le nom Splinter Test, avec Larry Trasher
- 1998 : Themes 2 – Réédition de l’album LP de 1985
- 1998 : Origin of the Species Volume Too! – Double album regroupant des titres parus sur WaxTrax ! Comme Jack the Tab, Tekno Acid Beat, Ultrahouse et Ultradrug – Livret de 30 pages
- 1998 : Ov Power – Réédition du Dis-concert paru sur LP à titre unique de 1983 Réédition semi-officielle [15]
- 1998 : Beauty From Thee Beast... Best ov Psychic TV – sorti 06.10.1998
- 1998 : Origin of the Species – sorti 13.10.1998 Réédition de Towards the infinite beat + morceaux bonus – Double album
- 1999 : Times Up – Enregistré à New York en mars 98 et 99
- 1999 : Were you ever bullied at school... Do you want revenge? – Enregistré en Allemagne en 1984 Double album live : Disque 1 Live à Francfort-sur-le-Main le 10 décembre 1984 et Disque 2 Live à Hambourg 16 septembre 1984
- 2001 : Peak Hour – Enregistré à Londres, San Francisco et au Népal en mars et juin 1993 (Réédition Tin Toy comportant quelques pistes bonus dont Tribal)
- 2002 : Direction ov Travel – (En collaboration avec le percussionniste Z’Ev. Réédition d’un CD de 1991 avec une pochette différente - Édition limitée de quelques centaines de copies)
- 2002 : Origin of the Species vol. 3 – (Double CD PIRATE sorti sans l’approbation des membres du groupe, compilation de la période acid house de PTV)
- 2002 : 14 Acid Temple Greats – sorti 04.12.2002 (Compilation sortie au Japon, par Missile Rec.)
- 2003 : Live in Astoria - sorti 27.05.2003 (12e album de la série d'enregistrements publics. Édition limitée de 1000 copies)
- 2003 : Live in Glasgow Plus - (11e album de la série d'enregistrements publics. Réédition étendue de 1987 - Édition limitée de 1000 copies)
- 2003 : Live in Toronto - (10e album de la série d'enregistrements publics. Réédition d'un album de 1987 - Édition limitée de 1000 copies)
- 2003 : Live in thee Mean Fiddler - (9e album de la série d'enregistrements publics. Enregistrement inédit du 3 décembre 1989 au Mean Fiddler - Édition limitée de 1000 copies)
- 2003 : Live in thee Subterrania - (8e album de la série d'enregistrements publics. Réédition d'un enregistrement fait à Londres - Bande originale de la vidéo Black - Édition limitée de 1000 copies)
- 2003 : Live in Europa 1 - (7e album de la série d'enregistrements publics. Disponible auparavant sous la forme d'une cassette bootleg sous le titre Live across Europe depuis 1989 - Ressemble fort au CD « Rare and Alive » de 1993 - Édition limitée de 1000 copies)
- 2003 : Live in Bregenz - (6e album de la série d'enregistrements publics. Réédition - Enregistré en Italie en 1985 - Édition limitée de 1000 copies)
- 2003 : Live in Gottingen - (5e album de la série d'enregistrements publics. Réédition - Enregistré en Allemagne en mai 1984 - Édition limitée de 1000 copies)
- 2003 : Live in Paris - (4e album de la série d'enregistrements publics. Réédition -Enregistré à l'Élysée Montmartre en juin 1986 - Édition limitée de 1000 copies)
- 2003 : Live in the East Village - (3e album de la série d'enregistrements publics. Réédition - Enregistré sur deux nuits consécutives au Pyramid Club de New York en 1988 - Édition limitée de 1000 copies)
- 2003 : Live in Berlin II - (2e album de la série d'enregistrements publics. Réédition de Live at thee Berlin Wall pt2 - Enregistré au Loft de Berlin en 1988 - Édition limitée de 1000 copies)
- 2003 : Live in Berlin - (1er album de la série d'enregistrements publics. Réédition de Live at thee Berlin Wall - Enregistré à Berlin en avril 1989 - Édition limitée de 1000 copies)
- 2004 : Word Ship - sorti le 23.08.2004 (fait partie de la série des Spoken Words, sous le nom THEE MAJESTY avec Cotton Ferox, ex White Stains - Réédition du LP de 2002)
- 2004 : A Hollow Cost - sorti le 01.03.2004 (seconde réédition d'un album de 1994, ici dans la série des Spoken Words, sous le nom THEE MAJESTY avec Larry Thrasher)
- 2004 : Thee Fractured Garden - sorti le 02.02.2004 (réédition d'un album de 1995 sous le nom de groupe Splinter Test, ici dans la série des Spoken Words, avec Larry Thrasher)
- 2004 : Godstar - Thee Director's Cut - sorti 05.2004 (version remasterisée numériquement de la bande originale du projet de film de 1986 Godstar-thee movie basé sur Brian Jones. Ce double CD contient un livret de 24 pages et autres bonus)

### LP et EP
- 1989 : Live at Thee Pyramid - Éditions limitées LP vinyle noir (5000) ou Picture Disc (2000) - Enregistré à New York en 1988 - Numéro 14 de la série inachevée des Live 23
- 1989 : Live at Thee Ritz - Éditions limitées LP vinyle noir (5000) - Enregistré à Manchester en 1986 - Numéro 13 de la série inachevée des Live 23
- 1989 : A Real Swedish Live Show - Éditions limitées LP vinyle noir (5000) - Enregistré à Stockholm en juin 1984 - Numéro 16 de la série inachevée des Live 23
- 1989 : Live in Bregenz - Éditions limitées LP vinyle noir (5000) - Enregistré en Autriche en 1985 - Numéro 15 de la série inachevée des Live 23 - Existe en CD
- 1989 : Je t'aime 12" - Mistress Mix et Psychic TV - titres sortis sur Intermyth et Roman P.
- 1989 : R.U. Experienced ? - 12" et 7" - par Caresse P-Orridge et Sickmob (Fred Giannelli)
- 1989 : Love War Riot - 12" et 10"
- 1989 : Kondole / Dead Cat - LP et CD - Réédité en 1993 par Silent
- 1990 : I.C. Water - 12" et 7" Pochette représentant Ian Curtis - [16]
- 1990 : Beyond Thee Infinite Beat - Double 12" Existe aussi en CD et LP Wax Trax
- 1990 : Towards Thee Infinite Beat - LP Temple Records Existe aussi en CD et LP Wax Trax
- 1990 : Jack the Tab / Tekno Acid Beat - Double LP Existe aussi en double CD
- 1990 : High Jack / Politics of Ecstacy - LP Un pressage vinyle Wax Trax promotionnel est aussi sorti aux U.S.
- 1991 : Ultrahouse Twelve Inch Mixes - 12" Remixes de Ultrahouse - Existe aussi en CD
- 1993 : Tribal / Re-Mind – SP - Montages de l'album Peak Hour
- 1994 : Tribal (Drum Club Remixes) – 12" Remixes des morceaux de l'album Peak Hour par le Drum Club - existe aussi en CD
- 1996 : Sulphur Low Seed Replication – SP - (Sous le nom Splinter Test : Genesis P-Orridge, Larry Thrasher avec la participation de Douglas P. - Remixes de Thee Fractured Garden, durée 32 min 26 s)
- 1999 : Best ov: Time’s up – LP - (Compilation Cleopatra Records)
- 2002 : Word Ship - SP - (avec Cotton Ferox, ex des White Stains)
- 2002 : Snowflake / Illusive - SP - (Enregistré à San Francisco - Collaboration avec F. Giannelli – Poorly edited par Larry Trasher – Picture disc dessiné par Genesis P-Orridge)

### Multimédias
- 1990 : A Coumprehensive Collection Ov Lyrics 1981-90 – Livre italien de Vittore Baroni sorti avec un CD 3" comprenant 2 titres dont la musique est composée par The Hafler Trio
- 2001 : Relocating the Sacred – CD-ROM (enregistrement public à la Conférence « Relocating the Sacred » à Preston, UK, le 28 April 2001, avec Thee Majesty : Genesis P-Orridge, Larry Trasher, Bryin Dall et Baba Raul)

### DVD
- 2001 : Time’s Up Live - Réalisé par Josh Carter - feat. Genesis P. Orridge, Master Musicians of Jajouka, Robin Rimbaud, Billy Childish & and Thee Headcoats, Thee Majesty, ? And The Mysterians (durée 3 heures)
- 2004 : Live at thee Coral Room - 50 ex. édition numérotée, vendus pendant la tournée 2004 en Allemagne et aux Pays-Bas (sous le nom PTV3 - durée environ 80 minutes)
- 2004 : Black Joy - réédition en août 2004 de 2 VHS Black de 1991 » et Joy de 1988 ainsi que des vidéos de R U Experienced et IC Water (durée 105 minutes)